# Гау-Хеппенхайм
Гау-Хеппенхайм (нем. Gau-Heppenheim) — община в Германии, в земле Рейнланд-Пфальц. 
Входит в состав района Альцай-Вормс. Подчиняется управлению Альцай-Ланд.  Население составляет 532 человека (на 31 декабря 2010 года). Занимает площадь 5,53 км².